# Copa KNVB de 2017–18
A Copa KNVB de 2017–18, oficialmente TOTO KNVB Beker por questões de patrocínio, foi a 100ª edição dessa competição neerlandesa de futebol organizada pela KNVB, iniciada em 19 de agosto de 2017, com seu término em 22 de abril de 2018.

## Participantes
| Competição     | Equipes                      | Equipes         | Equipes          | Equipes          |
| -------------- | ---------------------------- | --------------- | ---------------- | ---------------- |
| Eredivisie     | ADO Den Haag                 | Groningen       | PSV Eindhoven    | Utrecht          |
| Eredivisie     | Ajax                         | Heerenveen      | Roda JC          | Vitesse          |
| Eredivisie     | AZ Alkmaar                   | Heracles Almelo | Sparta Rotterdam | VVV-Venlo        |
| Eredivisie     | Excelsior                    | NAC Breda       | Twente           | Willem II        |
| Eredivisie     | Feyenoord                    | Zwolle          |                  |                  |
| Eerste Divisie | Almere City                  | Eindhoven       | De Graafschap    | Oss              |
| Eerste Divisie | Predefinição:Futebol Cambuur | Emmen           | Helmond Sport    | Waalwijk         |
| Eerste Divisie | Den Bosch                    | Fortuna Sittard | MVV Maastricht   | Telstar          |
| Eerste Divisie | Dordrecht                    | Go Ahead Eagles | NEC Nijmegen     | Volendam         |
| Tweede Divisie | Achilles '29                 | GVVV            | Koninklijke HFC  | TEC VV           |
| Tweede Divisie | AFC                          | Hardenberg      | Lienden          | De Treffers      |
| Tweede Divisie | BVV Barendrecht              | Katwijk         | Lisse            | IJsselmeervogels |
| Tweede Divisie | ASV De Dijk                  | Kozakken Boys   | Rijnsburgse Boys | VVSB             |
| Tweede Divisie | Excelsior Maassluis          |                 |                  |                  |
| Derde Divisie  | ACV                          | DOVO            | JVC Cuijk        | OJC Rosmalen     |
| Derde Divisie  | ADO '20                      | DVS '33         | OFC              | Westlandia       |
| Derde Divisie  | ASWH                         | Quick Boys      | Scheveningen     | Spijkenisse      |
| Derde Divisie  | Harkemase Boys               | HSC '21         | VVOG             | Spakenburg       |
| Derde Divisie  | Blauw Geel '38               | Capelle         | ONS Sneek        | Hercules         |
| Derde Divisie  | Dongen                       | HBS Craeyenhout | EVV              | Be Quick 1887    |
| Derde Divisie  | De Meern                     | Magreb '90      | UNA              | Quick            |
| Derde Divisie  | Quick '20                    | ODIN '59        |                  |                  |
| Hoofdklasse    | Swift                        | Groene Ster     | RKSV Nuenen      | Gemert           |
| Hoofdklasse    | DHC                          | Hoek            | Sparta Nijkerk   | Zwaluwen         |
| Hoofdklasse    | DFS                          | SDC Putten      | Ajax (amadores)  | Vlissingen       |
| Hoofdklasse    | Noordwijk                    | Ter Leede       | Apeldoorn        | Staphorst        |
| Hoofdklasse    | Genemuiden                   |                 |                  |                  |
| Eerste Klasse  | Buitenpost                   | Purmersteijn    | Olde Veste '54   | ZSV              |
| Eerste Klasse  | Chevremont                   |                 |                  |                  |
| Tweede Klasse  | BVV                          |                 |                  |                  |
| Derde Klasse   | VV Altius                    |                 |                  |                  |

## Fases iniciais

### Primeira pré-eliminatória
Em negrito os times classificados.
| Equipe 1        | Resultado       | Equipe 2       |
| --------------- | --------------- | -------------- |
| VVOG            | 2–0             | Gemert         |
| Ter Leede       | 2–0             | DHC            |
| Buitenpost      | 4–3             | ZSV            |
| Capelle         | 6–0             | RKSV Nuenen    |
| ACV             | 0–3             | Hercules       |
| Dongen          | 5–2             | DOVO           |
| Ajax (amadores) | 3–1             | OJC Rosmalen   |
| Sparta Nijkerk  | 3–0             | Purmersteijn   |
| ADO '20         | 1–1 (10–11 pen) | Spakenburg     |
| Chevremont      | 1–3             | Swift          |
| Groene Ster     | 1–2             | Scheveningen   |
| BVV             | 1–5             | Staphorst      |
| JVC Cuijk       | 0–1 (pro)       | SDC Putten     |
| EVV             | 4–1             | Olde Veste '54 |

### Segunda pré-eliminatória
Em negrito os times classificados.
| Equipe 1            | Resultado     | Equipe 2         |
| ------------------- | ------------- | ---------------- |
| DVS '33             | 1–2           | Quick Boys       |
| ASWH                | 1–3           | Hoek             |
| Achilles '29        | 3–2           | OFC              |
| TEC VV              | 1–3 (pro)     | Rijnsburgse Boys |
| Koninklijke HFC     | 4–0           | Westlandia       |
| AFC                 | 0–2           | ASV De Dijk      |
| Scheveningen        | 0–0 (3–2 pen) | Spijkenisse      |
| HSC '21             | 0–1           | Zwaluwen         |
| BVV Barendrecht     | 1–0           | VVOG             |
| Harkemase Boys      | 0–0 (2–3 pen) | Sparta Nijkerk   |
| Blauw Geel '38      | 3–2           | Spakenburg       |
| DFS                 | 1–2           | ONS Sneek        |
| Swift               | 3–0           | HBS Craeyenhout  |
| Hercules            | 4–2 (pro)     | Dongen           |
| Capelle             | 6–1           | Altius           |
| VVSB                | 4–3 (pro)     | EVV              |
| Lienden             | 0–1           | Hardenberg       |
| UNA                 | 1–2 (pro)     | Staphorst        |
| Quick '20           | 0–1           | Apeldoorn        |
| Excelsior Maassluis | 1–1 (6–7 pen) | Lisse            |
| Ajax (amadores)     | 2–1 (pro)     | Be Quick 1887    |
| De Meern            | 1–1 (4–3 pen) | Vlissingen       |
| GVVV                | 7–0           | Magreb '90       |
| Noordwijk           | 3–2           | IJsselmeervogels |
| ODIN '59            | 1–3           | SDC Putten       |
| Buitenpost          | 0–2           | Genemuiden       |

### Primeira rodada
Em negrito os times classificados.
| Equipe 1         | Resultado     | Equipe 2                     |
| ---------------- | ------------- | ---------------------------- |
| Zwaluwen         | 2–3           | Den Bosch                    |
| Waalwijk         | 1–0           | Sparta Rotterdam             |
| Noordwijk        | 0–1           | Fortuna Sittard              |
| BVV Barendrecht  | 1–3           | Go Ahead Eagles              |
| Sparta Nijkerk   | 0–1           | Eindhoven                    |
| Oss              | 0–2           | Almere City                  |
| Helmond Sport    | 1–5           | Predefinição:Futebol Cambuur |
| GVVV             | 1–0           | Dordrecht                    |
| Emmen            | 1–3           | NEC Nijmegen                 |
| Kozakken Boys    | 1–1 (4–3 pen) | De Graafschap                |
| Quick Boys       | 1–3           | Volendam                     |
| Genemuiden       | 1–3           | De Treffers                  |
| Rijnsburgse Boys | 0–2           | Heracles Almelo              |
| MVV Maastricht   | 2–3           | AZ Alkmaar                   |
| Capelle          | 0–5           | Roda JC                      |
| Swift            | 0–0 (5–3 pen) | Vitesse                      |
| Scheveningen     | 1–5           | Ajax                         |
| ASV De Dijk      | 2–1           | Hardenberg                   |
| Katwijk          | 4–0           | Ter Leede                    |
| VVSB             | 4–1           | Telstar                      |
| Excelsior        | 1–2           | Heerenveen                   |
| Staphorst        | 2–3           | Koninklijke HFC              |
| ONS Sneek        | 1–3           | Twente                       |
| Ajax (amadores)  | 0–6           | Utrecht                      |
| Apeldoorn        | 2–4           | Willem II                    |
| Lisse            | 2–2 (5–4 pen) | Hoek                         |
| Achilles '29     | 4–3           | NAC Breda                    |
| Feyenoord        | 2–0           | ADO Den Haag                 |
| De Meern         | 0–5           | Zwolle                       |
| Hercules         | 2–4           | Groningen                    |
| Blauw Geel '38   | 0–3           | VVV-Venlo                    |
| SDC Putten       | 0–4           | PSV Eindhoven                |

### Segunda rodada
Em negrito os times classificados.
| Equipe 1        | Resultado | Equipe 2                     |
| --------------- | --------- | ---------------------------- |
| NEC Nijmegen    | 3–0       | Achilles '29                 |
| GVVV            | 1–0       | Koninklijke HFC              |
| Waalwijk        | 7–0       | De Treffers                  |
| Zwolle          | 3–2 (pro) | Kozakken Boys                |
| Den Bosch       | 0–2       | Predefinição:Futebol Cambuur |
| Fortuna Sittard | 3–0       | Go Ahead Eagles              |
| Twente          | 3–0       | Eindhoven                    |
| ASV De Dijk     | 1–4       | Ajax                         |
| Heracles Almelo | 3–1       | Lisse                        |
| Katwijk         | 1–2       | VVSB                         |
| Willem II       | 2–1       | Heerenveen                   |
| Roda JC         | 3–1       | Groningen                    |
| VVV-Venlo       | 3–1       | Utrecht                      |
| Feyenoord       | 4–1       | Swift                        |
| Volendam        | 0–2 (pro) | PSV Eindhoven                |
| Almere City     | 0–4       | AZ Alkmaar                   |

## Fase final

### Oitavas de final
Em negrito os times classificados.
| Equipe 1                     | Resultado     | Equipe 2        |
| ---------------------------- | ------------- | --------------- |
| Zwolle                       | 2–0           | NEC Nijmegen    |
| Predefinição:Futebol Cambuur | 3–0           | GVVV            |
| Willem II                    | 3–0           | Waalwijk        |
| PSV Eindhoven                | 4–1           | VVV-Venlo       |
| Fortuna Sittard              | 2–4           | AZ Alkmaar      |
| Twente                       | 1–1 (7–6 pen) | Ajax            |
| VVSB                         | 0–1           | Roda JC         |
| Feyenoord                    | 3–1           | Heracles Almelo |

### Quartas de final
Em negrito os times classificados.
| Equipe 1   | Resultado     | Equipe 2                     |
| ---------- | ------------- | ---------------------------- |
| Twente     | 3–1           | Predefinição:Futebol Cambuur |
| AZ Alkmaar | 4–1           | Zwolle                       |
| Feyenoord  | 2–0           | PSV Eindhoven                |
| Willem II  | 2–2 (5–4 pen) | Roda JC                      |

### Semifinais
Em negrito os times classificados.
| Equipe 1   | Resultado | Equipe 2  |
| ---------- | --------- | --------- |
| AZ Alkmaar | 4–0       | Twente    |
| Feyenoord  | 3–0       | Willem II |

### Final
| 22 de abril de 2018 | AZ Alkmaar | 0 – 3 | Feyenoord                                        | De Kuip, Roterdam |
| 18:00               |            |       | Jørgensen 28' · Van Persie 57' · Toornstra 90+3' | Público: 47 000   |

## Premiação
| Copa KNVB de 2017–18           |
| ------------------------------ |
| FEYENOORD Campeão (13º título) |

## Artilheiros
Atualizado em 21 de novembro de 2017.
| Pos. | Jogador            | Equipe     | Gols |
| ---- | ------------------ | ---------- | ---- |
| 1    | Wout Weghorst      | AZ Alkmaar | 9    |
| 2    | Olaf van der Sande | Capelle    | 4    |
| 2    | Jeremy de Graaf    | GVVV       | 4    |
| 2    | Fran Sol           | Willem II  | 4    |